# Sobrado à rua Coronel Esmédio
O Sobrado à rua Coronel Esmédio é um casarão datado na primeira metade do século XIX. Localiza-se no município de Porto Feliz, no estado de São Paulo. Foi tombado pelo CONDEPHAAT em 1982.

## História
O Sobrado à rua Coronel Esmédio foi provavelmente uma construção da primeira metade do século XIX, estima-se por volta de 1840, para servir de residência ao capitão-mor José Manoel de Arruda e Abreu.
O casarão chegou a hospedar D. Pedro II em 1846, além de ter servido também de alojamento para o Barão de Caxias. Testemunhou importantes acontecimentos políticos da velha Araritaguaba.
Foi adquirido pelo Governo do Estado em 1904 e a partir de então, o Grupo Escolar de Porto Feliz o ocupou de 1908 até 1958. Organizado pelo inspetor escolar Antônio Morato de Carvalho, possuía oito classes nas dez salas existentes do sobrado e chegou a atender cerca de quatrocentos alunos.
Em 1961, é instalado o Museu Histórico e Pedagógico das Monções, que em 1998 foi renomeado para Museu das Monções após ter sido transferido para o município.

## Arquitetura
O Sobrado Coronel Esmédio possui uma planta no formato da letra 'L',  erguido em taipa de pilão e pau-a-pique com dois pavimentos. Similar aos casarões daquela época e à forma de demonstrar o status social da família, possui grandes dimensões, com cerca de 820 metros quadrados. Mantém grande parte dos elementos que faziam parte de sua construção original, exceto pela sua cobertura, cujo telhado sofreu intervenções, sendo removido o beiral para ser adicionado à platibanda.
Entre as intervenções na construção original, além do telhado, na década de 1950, foi implementado um galpão no meio do terreno e mais recentemente adicionado sanitários junto à fachada posterior.
O telhado é de telhas de barro tipo colonial, suportado por uma estrutura de madeira. O piso é composto no pavimento térreo de assoalho e ladrilho hidráulico, já no pavimento superior, é somente de assoalho de madeira, assim como o forro. As portas e janelas  são compostas de madeira e vidros, com sacadas e corrimões de ferro.
A distribuição dos cômodos seguia o padrão da época, com o piso superior destinado à moradia da família, composto por salas de visita, alcova, varanda depósito e cozinha enquanto no piso inferior servia como estabelecimento comercial ou depósito ou alojamento para escravos.

## Restauração
A Secretaria de Estado de Cultura utilizou de um formato inédito para escolher a empresa responsável pelas obras de restauração. Como um concurso, ofereceu um prêmio de um milhão de reais para a empresa que oferecesse o melhor projeto de restauração para três edifícios tombados, sendo um deles o Sobrado Coronel Esmédio. Para esta edificação, caberiam 450 mil reais do prêmio total.
Durante o processo de restauração, houve a preocupação em remodelar a área externa para alinhar a modernidade urbana com a antigo sobrado. O projeto paisagístico criou um espaço público que serve de passeio, comunicação entre as duas ruas que cerca o casarão. Neste local implementou plantas rústicas de pequeno/médio porte e escadarias do tipo arquibancada, tornando o entorno como uma sala ao ar livre.
Com relação ao restauro do sobrado, um trabalho meticuloso envolvendo análises de laboratório para identificação, avaliação do estado e recuperação das taipas de pilão e de mão e alvenarias de tijolos. As partes de madeiras passaram por tratamento químico para evitar insetos, assim como a procura de madeira com as mesmas características para recompor o forro e o piso. Para a parte coberta de ladrilhos hidráulicos, estes foram lavados e a substituição dos que estavam danificadas foi feita com o mesmo desenho decorativo.